# Haematopota bilineata
Haematopota bilineata är en tvåvingeart som beskrevs av Ricardo 1911. Haematopota bilineata ingår i släktet Haematopota och familjen bromsar. Inga underarter finns listade i Catalogue of Life.